# Comando en Jefe de la Armada (Argentina)
El Comando en Jefe de la Armada (CEJA), creado en 1968, fue el comando en jefe de la Armada de la República Argentina con asiento en el Edificio Libertad. Bajo su dependencia quedó la Prefectura Naval Argentina (PNA) en 1969.

## Historia
Por decreto del 1 de enero de 1968 la superioridad resolvió crear el Comando en Jefe de la Armada con sede en el Edificio "Libertad". Fue su primer comandante en jefe el almirante Benigno Ignacio Marcelino Varela. Quedó subordinado el Comando de Operaciones Navales (máximo comando).
El artículo 29.º de la Ley Orgánica de Ministerios de 1966 (n.º 16 956) establecía que el Comando de Operaciones Navales ejercería las atribuciones constitucionales del presidente de la Nación relacionadas con la Armada Argentina, en tanto no fueran reasumidas por el mismo. También, la primera disposición transitoria de la ley transfirió las competencias de la Secretaría de Estado de Marina establecidas en el artículo 25.º de la ley de 1958 (n.º 14 439).
Por el Decreto N.º 1678 del 3 de octubre de 1973, el presidente interino Raúl Alberto Lastiri creó el «Comando General de la Armada» en el ámbito del Ministerio de Defensa Nacional, valiéndose del artículo 19.º de la Ley de Ministerios del 21 de agosto de 1973.
Tras el golpe de Estado del 24 de marzo de 1976, creó la Junta de Comandantes Generales. En ese año, el Comando General recuperó su nombre de «Comando en Jefe».
El Comando en Jefe de la Armada, conducido por el almirante Jorge Isaac Anaya, dirigió las operaciones de la Armada Argentina durante la guerra de las Malvinas de 1982.

## Organización
- Comando en Jefe de la Armada (CEJA). Asiento: Edificio Libertad.
- Estado Mayor General Naval (EMGN). Asiento: Edificio Libertad.
- Comando de Operaciones Navales (CON). Asiento: Puerto Belgrano.

## Organismos dependientes
En 1969, la Prefectura Naval Argentina (PNA) pasó a depender del Comando en Jefe de la Armada (Ley N.º 18 398, sancionada el 10 de octubre de 1969 y publicada el 28 del mismo mes y año).
En diciembre de 1983, el presidente de la Nación, en su carácter de comandante en jefe de las Fuerzas Armadas, recuperó el comando de todos los ejércitos y fuerzas nacionales, incluyendo a la Armada y la Prefectura Naval.

## Sede

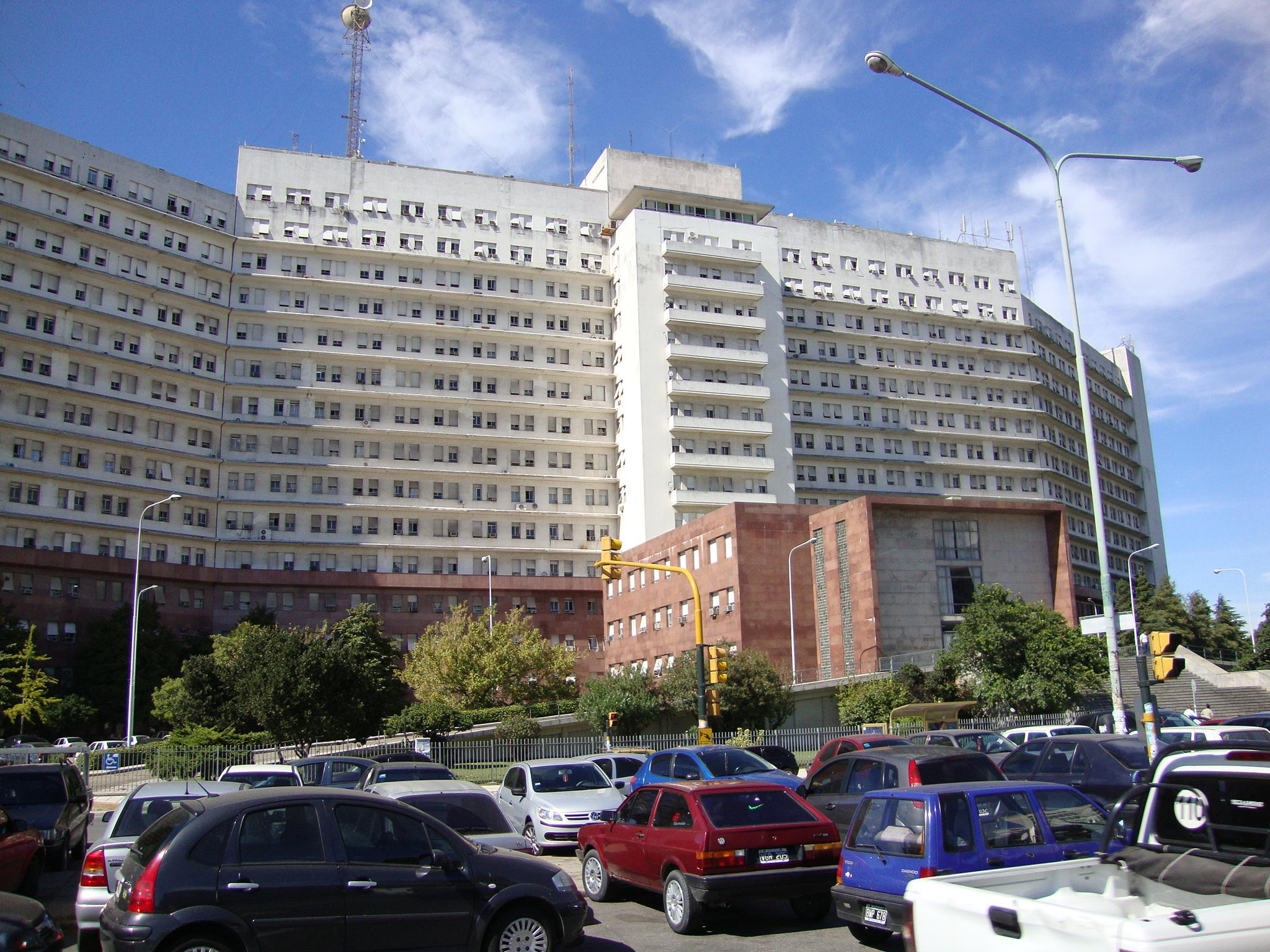
Edificio Libertad

Tuvo sede en el Edificio Libertad de Retiro, construido en 1967 y ocupado por el Comando en Jefe de la Armada a fines de 1969.

## Denominaciones sucesivas
- Comando en Jefe de la Armada (1968-1973)
- Comando General de la Armada (1973-1976)
- Comando en Jefe de la Armada (1976-1983)

## Comandantes en jefe
- Almirante Benigno Ignacio Marcelino Varela (1968-1968)
- Almirante Pedro Alberto José Gnavi (1968-1972)
- Almirante Carlos Guido Natal Coda (1972-1973)
- Almirante Carlos Eduardo Álvarez (1973-1973)
- Almirante Emilio Eduardo Massera (1973-1978)
- Almirante Armando Lambruschini (1978-1981)
- Almirante Jorge Isaac Anaya (1981-1982)
- Almirante Rubén Oscar Franco (1982-1983)